# Thaler Bach
Thaler Bach är ett vattendrag i Österrike. Det ligger i förbundslandet Tyrolen, i den centrala delen av landet, 300 km sydväst om huvudstaden Wien.
Trakten runt Thaler Bach består i huvudsak av gräsmarker. Runt Thaler Bach är det ganska glesbefolkat, med 24 invånare per kvadratkilometer.